# В августе
«В августе» — рассказ Ивана Алексеевича Бунина, впервые опубликованный в августе 1901 года в журнале «Русская мысль» (№ 8). Главный герой рассказа жил в небольшом городке Малороссии и учился там бондарному делу. Девушка, которую он любил, и которой не открыл своих чувств, уехала. В несказанной тоске он побрёл за город.
Несколько сцен и деталей рассказа автор использовал в 27-й главе V части «Жизни Арсеньева».